# Gnetophyta
Gnetophyta (eller som underdivision: Gnetophytina) är en möjligen parafyletisk grupp växter vars taxonomiska status är omdiskuterad. Till gruppen hör de tre familjerna Ephedraceae, Gnetaceae och Welwitschiaceae; alla dessa familjer innehåller blott ett släkte vardera och sammanlagt närmare 70 arter.
Arterna i släktet är vanligen klätterväxter, men Gnetum gnemon är ett lågväxt träd.
Gnetophyta kallas omväxlande för en egen division direkt under växterna (Plantae), omväxlande en underdivision (ibland under namnet Gnetophytina) till fröväxterna. Ibland räknas Gnetophyta in under fröväxterna, men som en division och med fröväxterna kallade för överdivision. I båda dessa fall anses Gnetophyta innehålla en enda klass - Gnetopsida, vilken sedan indelas i tre ordningar - en för var och en av de ovan nämnda familjerna. Gruppen har även räknats som en klass (då kallad Gnetopsida), underklass (Gnetidae) eller en ordning (Gnetales).